# Estado Federal de Austria
El Estado Federal de Austria (en austrogermano: Bundesstaat Österreich; coloquialmente conocido como el Ständestaat, "Estado corporativo") fue una continuación de la Primera República de Austria entre 1934 y 1938 cuando era un Estado de un solo partido liderado por el clerofascista Frente Patriótico. El concepto de Standestaat, derivado de la noción de Stände ("propiedades" o "corporaciones"), fue propaganda defendida por los principales políticos del régimen como Engelbert Dollfuss y Kurt Schuschnigg. El resultado fue un gobierno autoritario basado en una mezcla de influencias fascistas italianas y católicas conservadoras. 
Terminó en marzo de 1938 con el Anschluss (la anexión alemana de Austria). Austria no volvería a ser un país independiente hasta 1955, cuando el Tratado del Estado austríaco puso fin a la ocupación aliada de Austria.

## Historia

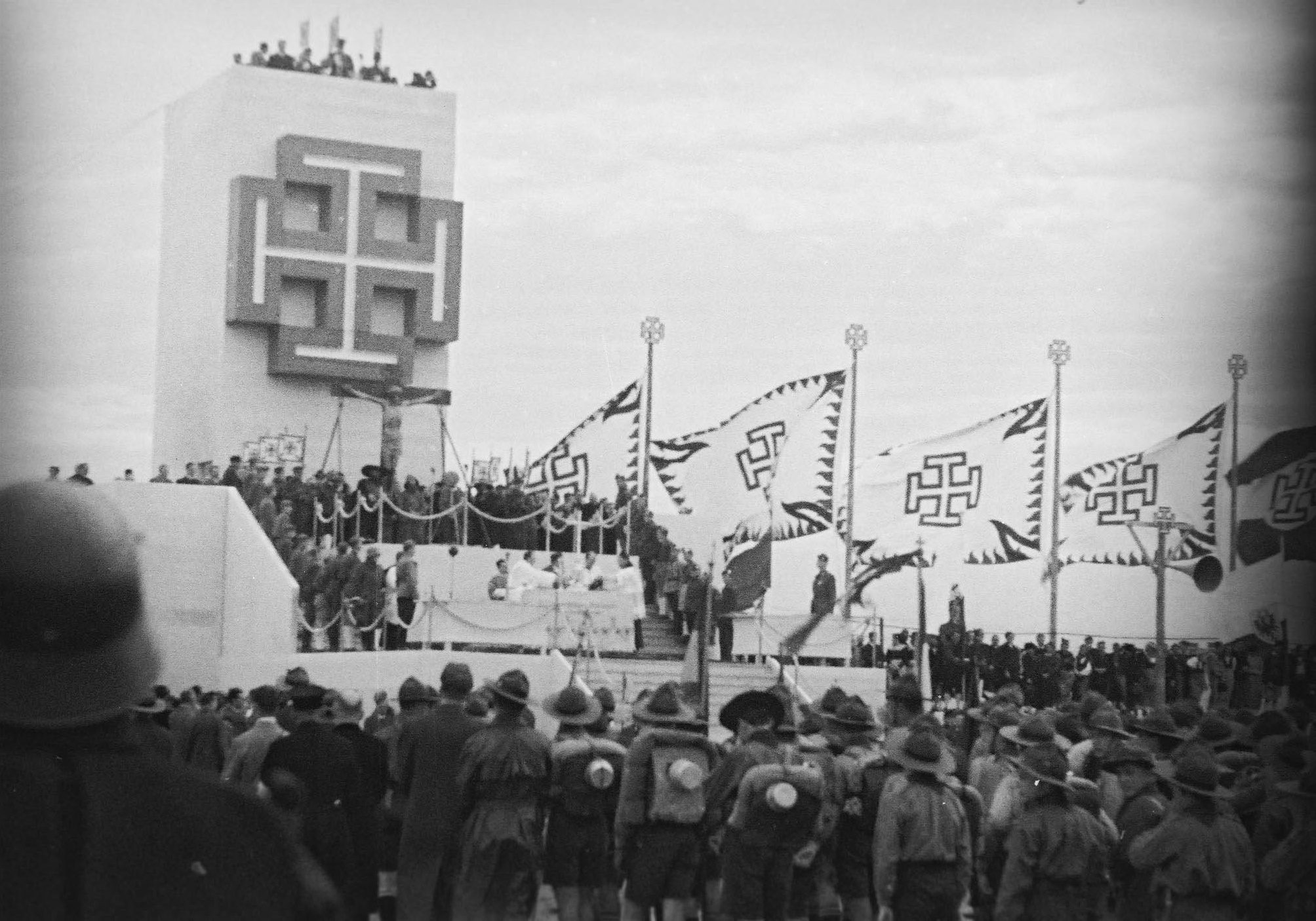
Manifestación del Frente Patriótico en 1936.

En la década de 1890, los miembros fundadores del Partido Social Cristiano (CS) conservador-clerical como Karl von Vogelsang y el alcalde de Viena Karl Lueger ya habían desarrollado puntos de vista antiliberales, aunque principalmente desde una perspectiva económica considerando la pauperización del proletariado y la clase media baja. Refiriéndose fuertemente a la doctrina de la enseñanza social católica, el CS agitó contra el movimiento obrero austríaco dirigido por el Partido Socialdemócrata de Austria . El CS también difundió prejuicios antisemitas, aunque nunca tan virulentos como los nazis eventualmente se volvieron. 

### Auto golpe

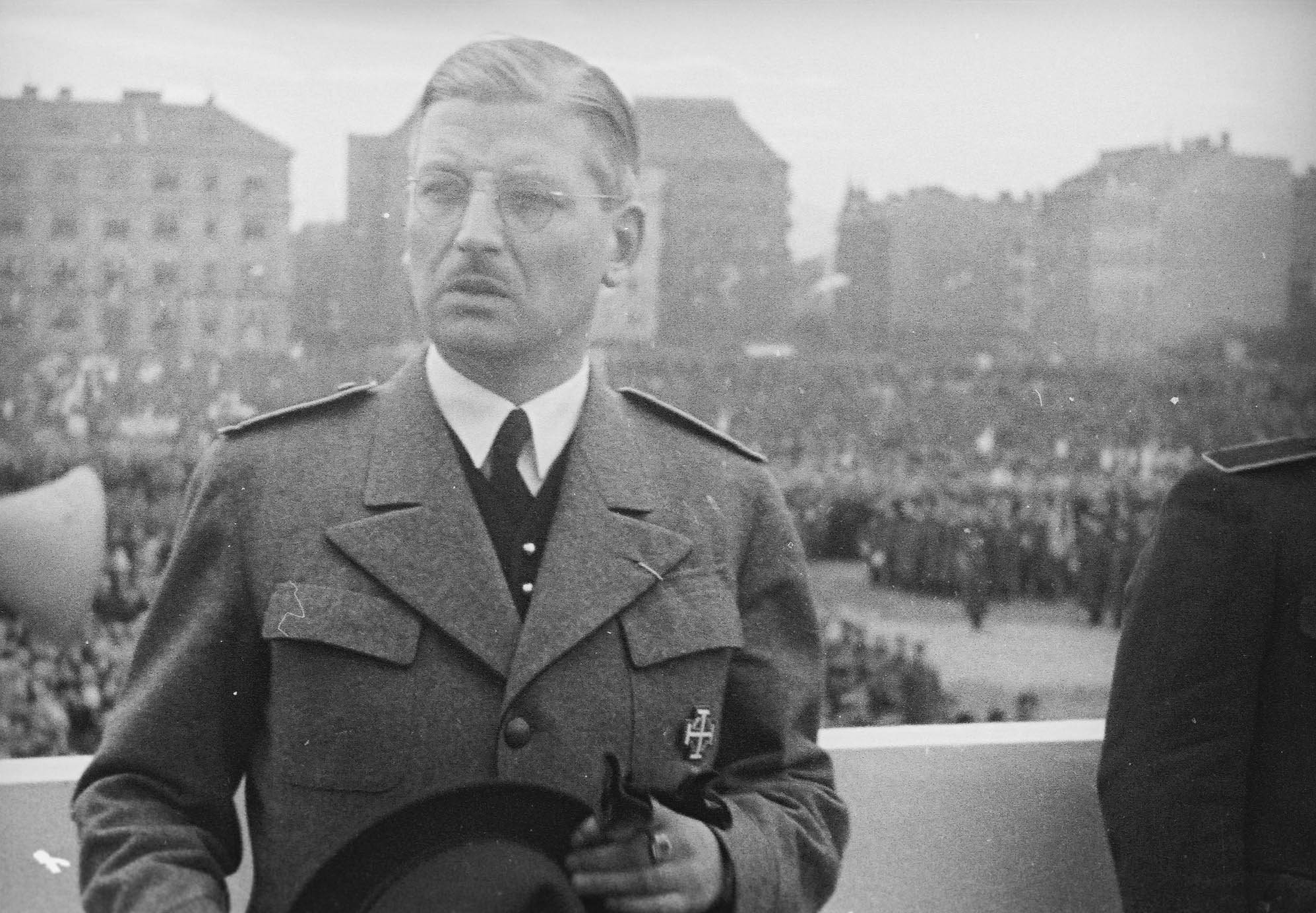
Kurt von Schuschnigg en 1936.

Bandera del Frente Patriótico.

Durante la Gran Depresión en la Primera República de Austria a principios de la década de 1930, el CS sobre la base de la encíclica Quadragesimo anno emitida por el Papa Pío XI en 1931 persiguió la idea de superar la lucha de clases en curso mediante la implementación de una forma corporativa de gobierno modelado sobre el fascismo italiano y el Estado Novo de Portugal. El político de CS Engelbert Dollfuss, nombrado canciller de Austria en 1932, vio una oportunidad en la renuncia del socialdemócrata Karl Renner como presidente del austríaco nacionalrat, el 4 de marzo de 1933, después de que ocurrieran irregularidades durante un proceso de votación. Dollfuss calificó el incidente de "auto-eliminación" (Selbstausschaltung) del parlamento y tuvo la siguiente reunión el 15 de marzo prorrogada por las fuerzas del departamento de policía de Viena. Su compañero de partido, el presidente Wilhelm Miklas, análogo a la victoria de Adolf Hitler en las elecciones alemanas del 5 de marzo de 1933, no tomó ninguna medida para restaurar la democracia. 
El canciller Dollfuss gobernó luego por decreto de emergencia, incluida la prohibición del Partido Comunista el 26 de mayo de 1933, la organización paramilitar socialdemócrata Republikanischer Schutzbund el 30 de mayo y la rama austríaca del Partido Nazi el 19 de junio. En cambio, el 20 de mayo de 1933 había establecido el Frente de la Patria como un partido de unidad de "un Estado Federal autónomo, cristiano, alemán, corporativo de Austria". El 12 de febrero de 1934, los intentos del gobierno de hacer cumplir la prohibición del Schutzbund en el Hotel Schiff en Linz desencadenaron la Guerra Civil de Austria. La revuelta fue reprimida con el apoyo de las tropas Bundesheer y Heimwehr de derecha bajo el mando de Ernst Rüdiger Starhemberg, terminando con la prohibición del Partido Socialdemócrata y los sindicatos. El camino hacia la dictadura se completó el 1 de mayo de 1934, cuando la Constitución fue refundida en un documento severamente autoritario por un Consejo Nacional. 
Dollfuss continuó gobernando por medidas de emergencia hasta su asesinato durante el Putsch nacionalsocialista de julio el 25 de julio de 1934. Aunque el golpe inicialmente alentó a Hitler, fue rápidamente reprimido y su ministro de educación, Kurt Schuschnigg, lo sucedió. Hitler negó oficialmente cualquier participación en el golpe de Estado. Sin embargo, continuó desestabilizando el sistema de gobierno austríaco apoyando secretamente a simpatizantes nazis como Arthur Seyss-Inquart y Edmund Glaise-Horstenau. A su vez, Austria bajo Schuschnigg buscó el respaldo de su vecino del sur, el líder fascista italiano Benito Mussolini. Las mesas giraron después de la Segunda Guerra Italo-Abisinia en 1935/36, cuando Mussolini, aislado internacionalmente, se acercó a Hitler. Aunque Schuschnigg intentó mejorar las relaciones con la Alemania nazi al amnistiar a varios nazis austriacos y aceptarlos en el Frente de la Patria, no tuvo oportunidad de prevalecer contra el "Eje" de Berlín y Roma proclamado por Mussolini el 1 de noviembre de 1936.

### Anschluss
Según el Memorando de Hossbach, Hitler en noviembre de 1937 declaró sus planes para una campaña austriaca en una reunión con los comandantes de la Wehrmacht . Bajo la mediación del embajador alemán Franz von Papen, Schuschnigg el 12 de febrero de 1938 viajó a la residencia de Hitler Berghof en Berchtesgaden, solo para ser confrontado con un ultimátum para readmitir al Partido Nacionalsocialista y nombrar ministros Seyss-Inquart y Glaise-Horstenau de Austria gabinete. Schuschnigg, impresionado por la presencia del jefe general de OKW, Wilhelm Keitel, cedió y, el 16 de febrero, Seyss-Inquart se convirtió en jefe del ministerio del Interior austríaco de importancia estratégica. 
Después de que el embajador británico en Berlín, Nevile Henderson, el 3 de marzo de 1938, declarara que los reclamos alemanes a Austria estaban justificados, Schuschnigg comenzó un último intento de conservar la autonomía austriaca programando un referéndum nacional el 13 de marzo. Como parte de su esfuerzo para asegurar la victoria, liberó a los líderes socialdemócratas de la prisión y obtuvo su apoyo a cambio de desmantelar el estado de un solo partido y legalizar los sindicatos socialistas. Hitler reaccionó con la movilización de las tropas de la Wehrmacht en la frontera austriaca y exigió el nombramiento de Seyss-Inquart como canciller austríaco. El 11 de marzo, los nacionalsocialistas austriacos irrumpieron en la Cancillería Federal y obligaron a Schuschnigg a renunciar. Seyss-Inquart juró su sucesor por Miklas y al día siguiente las tropas de la Wehrmacht cruzaron la frontera sin encontrar resistencia. 
Hitler originalmente tenía la intención de retener a Austria como un estado títere encabezado por Seyss-Inquart. Sin embargo, el apoyo entusiasta a Hitler lo llevó a cambiar su postura y apoyar un Anschluss completo entre Austria y la Alemania nazi. El 13 de marzo, Seyss-Inquart decretó formalmente el Anschluss, aunque el presidente Miklas evitó firmar la ley al renunciar de inmediato. Seyss-Inquart se hizo cargo de la mayoría de los deberes de Miklas y firmó el proyecto de ley Anschluss. Dos días después, en su discurso en la Heldenplatz de Viena, Hitler proclamó la "adhesión de mi patria al Reich alemán" (ver Austria en la época del nacionalsocialismo). 